# NGC 6623-1
NGC 6623-1 is een elliptisch sterrenstelsel in het sterrenbeeld Hercules. Het hemelobject werd op 6 juni 1864 ontdekt door de Duitse astronoom Albert Marth.

## Synoniemen
- UGC 11203
- MCG 4-43-26
- ZWG 142.40
- PGC 61739